# Medical Subject Headings
Medical Subject Headings (MeSH) is een Engelstalige thesaurus voor de onderwerpsontsluiting van medische publicaties. De thesaurus bevat een groot aantal termen (descriptoren) op het gebied van de geneeskunde, zoals namen van ziekten, lichaamsdelen, ziekteverwekkers, medicijnen en stoffen, behandelvormen. Ook zijn er termen uit verwante vakgebieden zoals diergeneeskunde, biologie en psychologie, evenals termen voor andere onderwerpen die soms in medische publicaties aan bod komen, zoals geschiedenis en kunst.
MeSH is een uitgave van de National Library of Medicine (NLM), de belangrijkste medische bibliotheek van de Verenigde Staten, en wordt jaarlijks bijgewerkt door een afdeling van de NLM. De MeSH-termen worden door de NLM gebruikt voor de catalogus van de eigen collectie en voor ClinicalTrials.gov, een register van lopend en afgesloten onderzoek. De bekendste toepassing van MeSH is waarschijnlijk in MEDLINE/PubMed, de grootste databank met samenvattingen van medische publicaties ter wereld.
Daarnaast gebruiken ook verschillende andere organisaties MeSH of een bewerking daarvan, zoals de Cochrane Collaboration en de Wereldgezondheidsorganisatie (WHO). Er zijn ook vertalingen in andere talen dan Engels, zoals Arabisch, Frans en Duits.
MeSH werd in 1954 voor het eerst uitgegeven, en was op zijn beurt gebaseerd op Quarterly Cumulative Index Medicus Subject Headings uit 1940. De huidige (2006) terminologielijst bevat een kleine 24000 ingangen, waar er dat in 1960 nog 4400 waren.

## Structuur
De MeSH-termen zijn gerangschikt in boomstructuren – zie ook het overzicht van hoofdgroepen verderop in dit artikel. Bij elke descriptor staat in de thesaurus de plaats in de hiërarchische structuur vermeld, met onderliggende en bovenliggende termen. Een zoekactie op een MeSH-term in bijvoorbeeld PubMed levert automatisch ook de publicaties met onderliggende termen op, zo krijgt men met een zoekactie op mouth (mond) ook publicaties die specifiek over tong, lippen of gebit gaan – tenzij men deze optie expliciet uitschakelt.
Sommige termen staan op meer dan één plaats in de hiërarchie: ze hebben dan meer dan één bovenliggende term. Deze 'poly-hiërarchische' opzet is een verschil met sommige andere thesauri en met pure classificaties zoals de NLM-classificatie. De term Eye infections (ooginfecties) is bijvoorbeeld zowel een onderliggende term van Infections (infecties) als van Eye diseases (oogziekten). De term Sjögren’s Syndrome (syndroom van Sjögren) is zelfs via zes verschillende routes in de boomstructuur te vinden (onder andere bij oogziekten en auto-immuunziekten).
Aan veel MeSH-descriptoren zijn synoniemen gekoppeld. Wie op deze alternatieve ingangen zoekt, wordt automatisch doorgesluisd naar de voorkeursterm, de descriptor. In de beschrijving van de term (het MeSH-record) worden de synoniemen opgesomd. Ook geeft de thesaurus bij elke descriptor een definitie met uitleg over de toepassing van de term.
Een speciale voorziening van MeSH zijn de qualifiers of subheadings (letterlijk ‘onderkopjes’, niet te verwarren met subject headings). Dit zijn termen die speciaal bedoeld zijn om aan te geven welk aspect van een ander onderwerp van toepassing is. Zo kan iemand met de descriptor Aspirin in combinatie met de subheading adverse effects de publicaties selecteren over de bijwerkingen van aspirine (acetylsalicylzuur) – en dan niet de publicaties over het gebruik van aspirine om bijwerkingen van andere medicijnen tegen te gaan. Descriptor en subheading worden aan elkaar gekoppeld met een schuine streep, bijvoorbeeld "Aspirin/adverse effects".
Als aanvulling op de descriptoren is er een groot aantal Supplementary Concept Records (SCR’s, letterlijk ‘records voor aanvullende begrippen’). Dit betreft vooral namen voor de vele stoffen die in de biomedische wetenschappen worden onderzocht. Met termen voor Pharmacological Actions kan men gelijktijdig op alle stoffen zoeken waarbij volgens de MeSH-database een bepaalde farmacologische werking is aangetoond. De SCR’s worden vaker aangevuld dan de reguliere descriptoren (wekelijks tegenover jaarlijks), maar deze records bevatten minder aanvullende informatie zoals toelichtingen en koppelingen. Ze maken formeel geen deel uit van de MeSH-boomstructuur maar zijn elk gekoppeld aan een descriptor, meestal voor de groep waartoe de betreffende stof behoort.

## Categorieën
De top-level categorieën hebben een eigen beginletter in MeSH, dit zijn:
- [A] anatomie
- [B] organisme
- [C] ziekte
- [D] stoffen en geneesmiddelen
- [E] analytische, diagnostische en therapeutische technieken en apparatuur
- [F] psychiatrie en psychologie
- [G] bio-wetenschappen
- [H] exacte wetenschappen
- [I] antropologie, onderwijs, sociologie en sociale fenomenen
- [J] technologie en voeding en dranken
- [K] geesteswetenschappen
- [L] informatiekunde
- [M] personen
- [N] gezondheidszorg
- [V] publicatie kenmerken
- [Z] geografische locaties